# Corinna haemorrhoa
Corinna haemorrhoa is een spinnensoort uit de familie van de loopspinnen (Corinnidae).
De wetenschappelijke naam van de soort werd in 1880 als Liocranum haemorrhoum gepubliceerd door Philip Bertkau.